# Andrea Barzagli
Andrea Barzagli [anˈdrɛa  barˈʦaʎʎi] (* 8. Mai 1981 in Fiesole) ist ein ehemaliger italienischer Fußballspieler. Er spielte auf der Position eines Verteidigers und stand zuletzt bei Juventus Turin in der Serie A unter Vertrag. Barzagli gehörte zum Weltmeisterkader der italienischen Fußballnationalmannschaft bei der Fußball-Weltmeisterschaft 2006 in Deutschland.

## Karriere

### Karriere in Italien (1998–2008)
Andrea Barzagli begann seine Karriere im nahe seiner Heimatstadt Fiesole gelegenen Florenz bei Rondinella Calcio in der Serie D. Hier spielte er zweieinhalb Spielzeiten, ehe er zur AC Pistoiese in die Serie B wechselte, wo er sich jedoch nicht durchzusetzen vermochte und 2001 für kurze Zeit nochmals zu Rondinella zurückkehrte. Zur Saison 2001/02 wechselte Barzagli erstmals zu einem Verein außerhalb der Toskana, nämlich zum Serie-C1-Verein Ascoli Calcio. Dort erspielte er sich einen Stammplatz. In der ersten Saison in Ascoli Piceno gelang der Aufstieg in die zweithöchste italienische Liga.
Dank seinen überzeugenden Leistungen rückte er ins Blickfeld von verschiedenen Serie-A-Vereinen. So war es wenig überraschend, als Barzagli am Ende der Saison 2002/03 von Ascoli zu Chievo Verona wechselte, wo er unter Luigi Delneri auf Anhieb den Sprung in den Stammkader schaffte. Nach einer Spielzeit in Verona wechselte er zur US Palermo, wo er vier Jahre lang in der Stammformation stand und in der Saison 2007/08 auch Mannschaftskapitän war. In seiner ersten Saison in Palermo qualifizierte er sich mit dem Verein aus Sizilien für den UEFA-Pokal 2005/06, in dem sie im Sechzehntelfinale gegen den FC Schalke 04 ausschieden.

### VfL Wolfsburg (2008–2010)
Zur Saison 2008/09 wechselte Andrea Barzagli für etwa zehn Millionen Euro zum Bundesligisten VfL Wolfsburg, wo er einen Dreijahresvertrag erhielt. Dort traf er auf Cristian Zaccardo, der kurz zuvor ebenfalls aus Palermo nach Deutschland gewechselt war. Mit dem VfL Wolfsburg gewann Barzagli unter Trainer Felix Magath 2009 die deutsche Meisterschaft und absolvierte für die Niedersachsen 75 Bundesligapartien, in denen er ein Tor erzielte. Nachdem er zu Beginn der Rückrunde der Saison 2010/11 seinen Stammplatz im Wolfsburger Team an den von einer Verletzung auskurierten Arne Friedrich verloren hatte, verließ Barzagli den VfL ein halbes Jahr vor Vertragsende.

### Rückkehr nach Italien (2011)

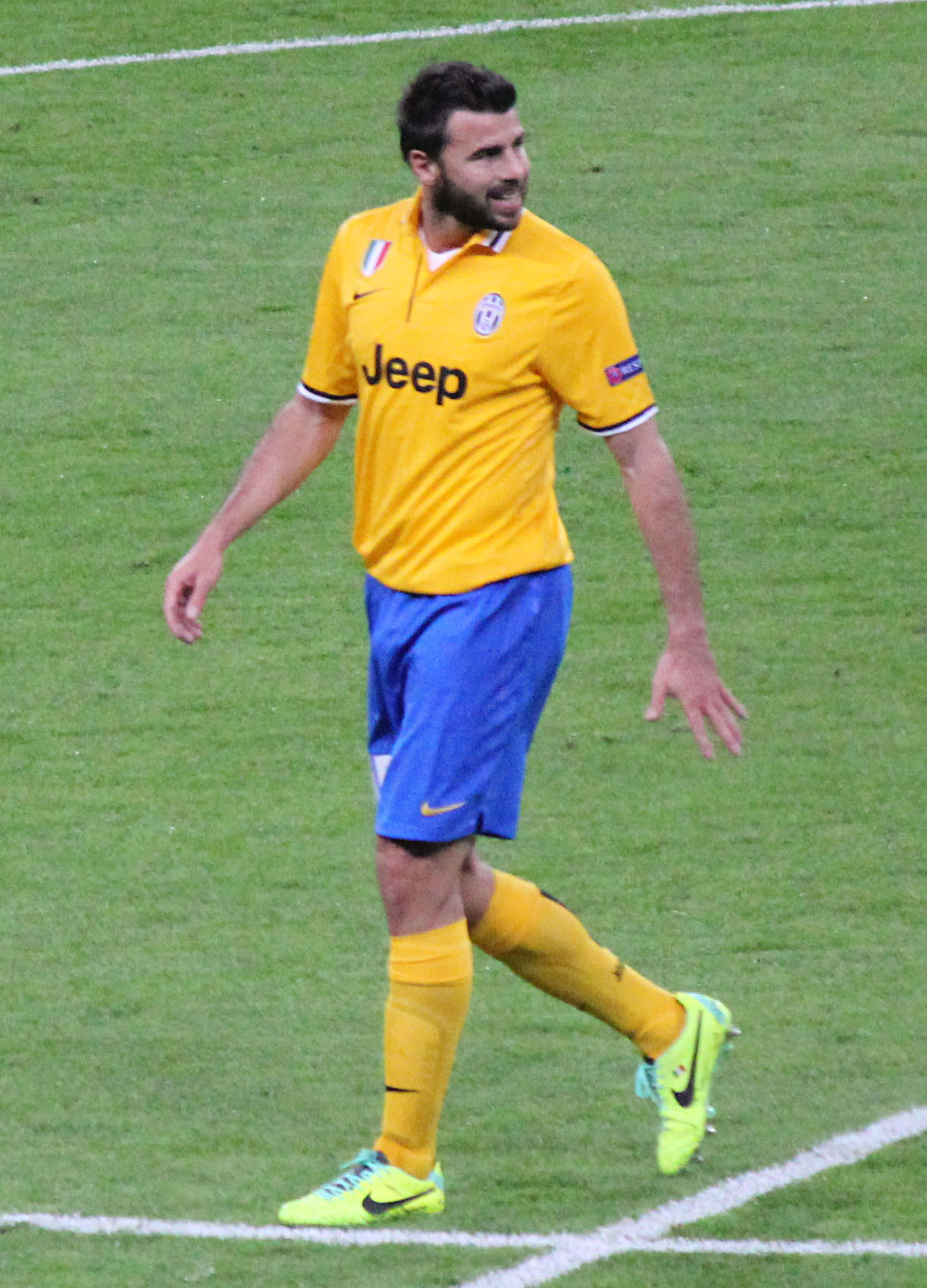
Barzagli bei Juventus Turin (2013)

Für etwa eine halbe Million Euro wechselte er Ende Januar 2011 zurück nach Italien und heuerte bei Juventus Turin an. Dort hatte er sofort wieder einen festen Platz und bestritt fast alle verbleibenden Saisonspiele der Serie A über die volle Distanz. Dabei belegte Barzagli mit den Turinern unter Trainer Luigi Delneri einen enttäuschenden siebten Platz und verpasste somit die Teilnahme an einem Europapokalwettbewerb. Zur Saison 2011/12 übernahm Antonio Conte das Amt des Cheftrainers bei Juventus Turin und Barzagli etablierte sich endgültig als Stammspieler in der Abwehr der Bianconeri. In 38 Punktspielen gab es für die Turiner lediglich 20 Gegentore und am Ende der Saison stand der Gewinn der italienischen Meisterschaft. Dabei erzielte Barzagli am letzten Spieltag am 13. Mai 2012 beim 3:1-Sieg gegen Atalanta Bergamo sein erstes Tor für Juventus Turin. Auch in den folgenden zwei Jahren gewann er mit Juventus Turin, wo er mit Leonardo Bonucci und Giorgio Chiellini die Abwehrreihe BBC bildete, die italienische Meisterschaft. In der UEFA Champions League schied Juventus allerdings früh aus, in der Saison 2012/13 bedeutete der FC Bayern München Endstation und in der Folgesaison scheiterte der Verein bereits in der Gruppenphase. Nach der Weltmeisterschaft 2014 in Brasilien verpasste er verletzungsbedingt die komplette Hinrunde der Saison 2014/15. Zum Ende dieser Saison stand neben dem Double auch der Einzug in das Finale der UEFA Champions League 2014/15, in dem sie dem FC Barcelona unterlagen. Am 8. November 2015 lief Barzagli zum 300. Mal in der Serie A auf. Am 6. November 2016 verrenkte er sich in einem Punktspiel gegen Chievo Verona die Schulter, doch er kurierte sich schneller als erwartet aus und stand am 17. Dezember im Heimspiel gegen die AS Rom wieder auf dem Platz. Zum Ende der Saison 2016/17 erreichte Barzagli mit Juventus Turin erneut das Finale in der UEFA Champions League, in dem man dieses Mal gegen Real Madrid verlor. Am 26. November 2017 absolvierte er beim 2:0-Sieg gegen den FC Bologna sein 200. Spiel in der Serie A für Juventus Turin. Zum Ende der Saison 2017/18 stand der vierte Doublegewinn nacheinander.
Nach einigen Verletzungen beendete er im Alter von 38 Jahren am Ende der Saison 2018/19 seine Karriere.

### In der Nationalmannschaft
Andrea Barzagli bestritt insgesamt 23 Partien für die italienischen U-20- und U-21-Auswahlen und gewann 2004 unter Trainer Claudio Gentile den U-21-EM-Titel und die Bronzemedaille bei den Olympischen Sommerspielen in Athen.
Er debütierte am 17. November 2004 unter Marcello Lippi beim 1:0-Sieg gegen Finnland in der italienischen A-Nationalmannschaft. Seither gehört er zum ständigen Kreis der Nationalspieler und erreichte mit dem Gewinn des WM-Titels bei der Weltmeisterschaft 2006 in Deutschland den größten Erfolg seiner Karriere. Auch bei der Europameisterschaft 2008 in Österreich und der Schweiz stand Barzagli im Kader der Italiener. Er absolvierte bei diesem Turnier eine Partie und zog sich im Vorfeld des Viertelfinales gegen den späteren Europameister Spanien, in dem die Azzurri im Elfmeterschießen unterlagen, eine Knieverletzung zu, die ihn zu einer einmonatigen Pause zwang. Am 6. September 2008 spielte Barzagli beim 2:1-Sieg im WM-Qualifikationsspiel in Nikosia gegen Zypern sein vorerst letztes Länderspiel. Zwar stand er vier Tage später beim 2:0-Sieg im WM-Qualifikationsspiel gegen Georgien zwar im Kader, jedoch kam er seitdem lange Jahre nicht mehr zu einer Nominierung.
Im Oktober 2011, als er wieder in Italien bei Juventus Turin spielte, wurde Barzagli nach drei Jahren wieder in die Nationalmannschaft Italiens nominiert, als er für die EM-Qualifikationsspiele gegen Serbien und Nordirland nominiert wurde. Am 7. Oktober 2011 kehrte er beim 1:1 im EM-Qualifikationsspiel gegen Serbien in die Nationalmannschaft zurück. Bei der Europameisterschaft 2012 in Polen und der Ukraine wurde Barzagli Vize-Europameister.
Daraufhin war er in der Qualifikation zur Weltmeisterschaft 2014 in Brasilien bis Juni 2013 in allen Partien zu sechs Partien zum Einsatz gekommen. Anschließend gehörte Barzagli beim FIFA-Konföderationen-Pokal 2013 in Brasilien, für die sich Italien als Vize-Europameister qualifiziert hatte, zum italienischen Kader und kam in drei von fünf Partien zum Einsatz; Italien wurde Dritter. In den restlichen Partien in der Vorausscheidung zur WM gehörte Barzagli nicht zum Kader, jedoch nominierte Cesare Prandelli ihn in den Kader für die Endrunde in Brasilien. Barzagli kam in allen drei Partien zum Einsatz und schied mit der Squadra Azzurra nach der Gruppenphase aus
Bei der Fußball-Europameisterschaft 2016 in Frankreich wurde er als Stammspieler in das italienische Aufgebot aufgenommen. Er und Leonardo Bonucci waren die einzigen beiden Spieler im Kader, die in allen fünf Partien eingesetzt wurden. Dabei verpasste Barzagli keine Spielminute. Im Viertelfinale gegen Deutschland war verwandelte er im Elfmeterschießen seinen Elfmeter, trotzdem verlor das Team und schied aus.
Nach der EM spielte Italien in der WM-Qualifikation und erreichte hinter Spanien den zweiten Platz. In den Play-offs schied die Mannschaft gegen Schweden aus. Das Rückspiel war Barzaglis 73. und letztes Länderspiel. Nach dem Verpassen der WM verkündete Barzagli seinen Rücktritt aus der Nationalmannschaft.

## Erfolge
Nationalmannschaft
- Weltmeister (1): 2006
- Vize-Europameister (1): 2012
- U-21-Europameister (1): 2004
- Olympia-Bronzemedaille (1): 2004
- Dritter des Confed-Cups (1): 2013

VfL Wolfsburg (2008–2011)
- Deutscher Meister (1): 2008/09

Juventus Turin (2011–2019)
- Italienischer Meister (8): 2011/12, 2012/13, 2013/14, 2014/15, 2015/16, 2016/17, 2017/18, 2018/19
- Italienischer Pokalsieger (4): 2014/15, 2015/16, 2016/17, 2017/18
- Italienischer Supercupsieger (4): 2012, 2013, 2015, 2018

## Auszeichnungen
- Team des Jahres der Serie A (4): 2012, 2013, 2014, 2016